# ریحانک
ریحانک (نام علمی: Clinopodium) نام یک سرده از تیره نعناعیان است.